# Хажин
Хажин (слч. Hažín) насељено је мјесто са административним статусом сеоске општине (слч. obec) у округу Михаловце, у Кошичком крају, Словачка Република.

## Становништво
| Година:    | 1994. | 2004.   | 2014.   | 2024.   |
| ---------- | ----- | ------- | ------- | ------- |
| Број људи: | 435   | 452     | 478     | 466     |
| Разлика:   |       | +3,90 % | +5,75 % | -2,51 % |

| Година:    | 2023. | 2024.   |
| ---------- | ----- | ------- |
| Број људи: | 472   | 466     |
| Разлика:   |       | -1,27 % |

Према подацима о броју становника из 2011. године насеље је имало 466 становника.